# Scintillation (étoile)
Pour les articles homonymes, voir Scintillation et Scintillement (homonymie).
 (novembre 2018).
Si vous disposez d'ouvrages ou d'articles de référence ou si vous connaissez des sites web de qualité traitant du thème abordé ici, merci de compléter l'article en donnant les références utiles à sa vérifiabilité et en les liant à la section « Notes et références ».
En astronomie, la scintillation est la fluctuation rapide de l'éclat lumineux des étoiles lorsqu'on les observe à l'œil nu. Elle est due au faible éclat des étoiles et aux turbulences de la masse d'air. 
La scintillation s'explique par les variations de température et de pression provoquées par les turbulences de l'atmosphère et les différences de densité entre les différentes couches atmosphériques. L'indice de réfraction de l'air n'est donc pas uniforme et lorsque la lumière franchit les différents milieux qu'elle rencontre, elle subit à chaque fois une déviation infime responsable du scintillement.

## Paramètres
Divers paramètres influent sur l'intensité de la scintillation :
- Le diamètre apparent de la source lumineuse. Dans le cas d'une étoile, la source lumineuse est proche de l'infini, son diamètre apparent est quasi nul si bien que les étoiles sont comme des points lumineux à l'éclat fragile. Ce n'est pas le cas des planètes dont on peut observer le disque avec une simple lunette astronomique.
- La turbulence de l'air. Elle varie selon les sites d'observation et la météo. La scintillation est plus faible en altitude car les turbulences ainsi que la pression atmosphérique y sont plus faibles. Pour la même raison, la scintillation est plus importante près de l'horizon qu'au zénith car la lumière des astres y traverse l'air sur une distance plus importante.
- L'ouverture du système optique. Dans le cas d'une observation à l'œil nu, le diamètre de la pupille dans l'obscurité est d'environ 6 mm. Le recours à un objectif permet de collecter un faisceau plus large de lumière. Dans ce cas, on n'observe pas de scintillation mais les images deviennent floues.
- La longueur d'onde de la lumière. La scintillation est plus importante lorsque la longueur d'onde de la lumière est courte car elle subit une réfraction plus importante. Les étoiles à l'éclat rouge, comme Antarès, de la constellation du Scorpion, scintillent moins que les étoiles de couleur bleue comme Sirius, de la constellation du Grand Chien.

## Pourquoi une étoile scintille-t-elle, mais pas une planète?
Les deux objets dans le ciel sont des disques circulaires brillants. La lumière d'une étoile pénètre dans la pupille de notre œil et vient à se concentrer en un point, sur la rétine, au fond de l'œil. En suivant le trajet de la lumière en arrière jusqu'à l'étoile, elle forme un ensemble cylindrique de la taille de la pupille, s'élargissant progressivement à mesure que l'on se rapproche de l'étoile. Mais cet élargissement est si graduel que, même à la limite de l'atmosphère, à 100 km d'altitude, l'ensemble reste quasiment aussi étroit que la largeur de la pupille, à peu près 1/2 cm de large pour l'étoile la plus proche du Soleil : Proxima Centauri, située à 4,22 al (3,99 × 1013 km) et de 0,145 rayon solaire (2,02 × 105 km).
Cela est si étroit que des courants atmosphériques de températures et d'indices de réfraction différents peuvent perturber la lumière et causer la scintillation de l'étoile.
Une planète est tellement plus proche de nous qu'à la limite de l'atmosphère, l'ensemble forme un disque de plus d'un mètre de large (une vingtaine de mètres dans le cas de la planète Jupiter). La lumière de la planète qui nous parvient provient de centaines de chemins différents dans cet ensemble et il est donc improbable que beaucoup d'entre eux soient perturbés de la même façon au même instant. En réalité, l'œil ne perçoit qu'une moyenne sur un grand nombre de rayons lumineux, de sorte que le degré de perturbation est bien inférieur et que la planète apparaît comme un point fixe.